# Dienstgrade der italienischen Polizeikräfte
Die Dienstgrade der italienischen Polizeikräfte können je nach Organisationstyp militärischer oder ziviler Art sein. Die Carabinieri sind eine Teilstreitkraft, übernehmen jedoch in erster Linie allgemeine Polizeiaufgaben. Die Guardia di Finanza ist als Finanz-, Zoll- und Grenzpolizei des Finanzministeriums ebenfalls militärisch organisiert. Die Angehörigen der Carabinieri und der Guardia di Finanza haben daher militärische Dienstgrade. Dies gilt auch für die Küstenwache, die formal zur Marine gehört, de facto aber eine eigenständige Organisation mit Polizeiaufgaben ist und dem Verkehrsministerium untersteht.
Alle anderen Polizeien in Italien haben zivile Dienstgrade.

## Nationale Polizeikräfte

### Laufbahnen
In Italien wurden die Laufbahn- und Dienstgradgruppen Mitte der 1990er Jahre reformiert. Das Äquivalent des früher auch in Deutschland üblichen einfachen Dienstes verschwand, jedoch nicht durch die gänzliche Abschaffung der entsprechenden Amtsbezeichnungen oder Dienstgrade, sondern durch laufbahnrechtliche Verschiebungen und durch die Verschärfung der Einstellungsvoraussetzungen. So deckt das italienische Äquivalent des höheren Dienstes heute alle Offizierdienstgrade und ihre zivilen Pendants ab. Der Gehobene Dienst umfasst in Italien nunmehr die Unteroffiziere mit Portepee und ihre zivilen Äquivalente. Unteroffiziere ohne Portepee und die Mannschaftsdienstgrade bilden die Entsprechung des mittleren Dienstes.
Die Dienstgradabzeichen der Polizia di Stato sowie jene der Polizia Penitenziaria wurden 2019 erneuert. Die Abzeichen dieser beiden zivilen Polizeien sind weiterhin nahezu identisch, unterscheiden sich nun aber stark von jenen der militärisch organisierten Polizeien.
Das Corpo Forestale dello Stato (staatliche Forstpolizei) wurde 2016 aufgelöst und dessen Personal größtenteils von den Carabinieri übernommen. Die Forstpolizeibehörden der autonomen Regionen Italiens bestehen fort. Diese regionalen Forstpolizeien wurden nach dem Muster des CFS aufgebaut. Die ehemaligen CFS-Dienstgrade sind hier weiterhin angegeben, einerseits aus historischen Gründen, und andererseits, weil die ehemaligen CFS-Dienstgradabzeichen nahezu identisch sind mit den bis 2019 bestehenden alten Dienstgradabzeichen der Polizia di Stato und der Polizia Penitenziaria.

### Höhere Laufbahn
| Carabinieri | Guardia di Finanza                                                                                         | Polizia di Stato | Polizia Penitenziaria | Corpo Forestale dello Stato |
| Generale (Ufficiali generali)                                                                                      | Generale (Ufficiali generali)                                                                              | Dirigenten und Polizeidirektoren (Dirigenti e Vicequestori)                                                                                           | Dirigenten und Polizeidirektoren (Dirigenti e Vicequestori)                                                                | Dirigenten und Polizeidirektoren (Dirigenti e Vicequestori)                                                                                             |
| --- | --- | --- | --- | --- |
| Generale di Corpo d’Armata (i.s.) Generalleutnant in besonderer Dienststellung - Generalkommandant der Carabinieri | Generale di Corpo d’Armata (i.s.) Generalleutnant in besonderer Dienststellung - Generalkommandant der GdF | Kein Abzeichen Keine Uniform Direttore Generale Pubblica Sicurezza - Capo della Polizia Generaldirektor für Öffentliche Sicherheit - Chef der Polizei | Kein Abzeichen Keine Uniform Capo Dipartimento Amministrazione Penitenziaria Chef der Strafvollzugsverwaltung              | Keine Entsprechung |
| Generale di Corpo d’Armata Generalleutnant                                                                         | Generale di Corpo d’Armata Generalleutnant                                                                 | Kein Abzeichen Keine Uniform Dirigente Generale (B) Ministerialdirektor                                                                               | Kein Abzeichen Keine Uniform Vice Capo Dipartimento Amministrazione Penitenziaria Stellv. Chef der Strafvollzugsverwaltung | Keine Entsprechung |
| Generale di Divisione Generalmajor                                                                                 | Generale di Divisione Generalmajor                                                                         | Dirigente Generale / Generalpolizeidirigent Ministerialdirigent (B 7)                                                                                 | Dirigente Generale Ministerialdirigent (B 7)                                                                               | Direttore Generale CFS Leiter des CFS |
| Generale di Brigata Brigadegeneral                                                                                 | Generale di Brigata Brigadegeneral                                                                         | Dirigente Superiore / Höherer Polizeidirigent Ministerialdirigent                                                                                     | Dirigente Superiore Ministerialdirigent                                                                                    | Dirigente Superiore Ministerialdirigent |
| Stabsoffiziere (Ufficiali superiori)                                                                               | | Dirigente Superiore / Höherer Polizeidirigent Ministerialdirigent                                                                                     | Dirigente Superiore Ministerialdirigent                                                                                    | Dirigente Superiore Ministerialdirigent |
| Colonnello Oberst                                                                                                  | Colonnello Oberst                                                                                          | Primo Dirigente / Erster Polizeidirigent Leitender Polizeidirektor                                                                                    | Primo Dirigente Leitender Justizdirektor                                                                                   | Primo Dirigente Leitender Forstdirektor |
| Tenente Colonnello Oberstleutnant                                                                                  | Tenente Colonnello Oberstleutnant                                                                          | Vice Questore / Vizepolizeidirektor Polizeidirektor Polizeioberrat                                                                                    | Dirigente Justizdirektor Justizoberrat                                                                                     | Vice Questore Aggiunto Forestale Forstdirektor Forstoberrat Forstrat                                                                                    |
| Maggiore Major | Maggiore Major                                                                                             | Vice Questore Aggiunto / Beigeordneter Vizepolizeidirektor Polizeirat                                                                                 | Dirigente aggiunto Justizrat                                                                                               | Vice Questore Aggiunto Forestale Forstdirektor Forstoberrat Forstrat                                                                                    |
| Sonstige Offiziere (Ufficiali inferiori)                                                                           | Sonstige Offiziere (Ufficiali inferiori)                                                                   | Kommissare (Commissari) | Kommissare (Commissari) | Kommissare (Commissari) |
| Capitano Hauptmann                                                                                                 | Capitano Hauptmann                                                                                         | Commissario Capo / Hauptkommissar Polizeihauptkommissar                                                                                               | Commissario Capo Justizamtmann                                                                                             | Commissario Capo Forestale Forstamtmann |
| Tenente Oberleutnant                                                                                               | Tenente Oberleutnant                                                                                       | Commissario / Kommissar Polizeioberkommissar | Commissario Justizoberinspektor                                                                                            | Commissario Forestale (ruolo ordinario) Oberkommissar (nur Ausbildung) Commissario Forestale (ruolo direttivo speciale) Forstoberinspektor (Aufsteiger) |
| Sottotenente Leutnant                                                                                              | Sottotenente Leutnant                                                                                      | Vice Commissario (ruolo direttivo speciale) Polizeikommissar (Aufsteiger)                                                                             | Vice Commissario Justizinspektor                                                                                           | Vice Commissario Forestale Forstinspektor (Aufsteiger)                                                                                                  |

Polizeien mit militärischem Status bilden wie die anderen Teilstreitkräfte ihre Offizieranwärter entweder selbst aus, oder sie stellen Hochschulabsolventen bei besonderem Bedarf als Spezialisten direkt ein. Im ersten Fall ist die Zugangsvoraussetzung die Allgemeine Hochschulreife, im zweiten Fall ein Master. Angehende Offiziere der Carabinieri besuchen zunächst zwei Jahre die Accademia Militare di Modena und erhalten nach erfolgreichem Abschluss den Dienstgrad Leutnant. Es folgen drei Jahre an der Offizierschule der Carabinieri in Rom und die Beförderung zum Oberleutnant. Nach ihren Erstverwendungen übernehmen sie als Hauptleute Führungsaufgaben, oft als Kompaniechef. Als solche sind sie für mehrere nachgeordnete Carabinieri-Stationen verantwortlich. Absolventen ziviler Hochschulen, die als Spezialisten direkt eingestellt werden, erhalten im Zug einer verkürzten Ausbildung den Dienstgrad Leutnant oder Oberleutnant. Entsprechendes gilt auch für die Guardia di Finanza, die ihre Offiziere an einer eigenen Akademie in Bergamo ausbildet. Der Dienstgrad Leutnant (Polizeikommissar) findet praktisch nur in der Ausbildung Anwendung, der Oberleutnant (Polizeioberkommissar) dient de facto nur als praktische Vorbereitung für höhere Aufgaben.
Die zivilen Polizeien bieten ihrem Nachwuchs für den „höheren Dienst“ seit 2004 kein eigenes grundständiges Hochschulstudium mehr an. Diese Polizeien stellen Absolventen ziviler Hochschulen direkt ein, sofern sie einen Master (in der Regel in Rechtswissenschaften) haben und bilden sie an der Scuola superiore di polizia oder am Istituto superiore di studi penitenziari in ein bis zwei Jahren weiter, bis sie einen Weiterbildungsmaster erlangen. In der Vergangenheit wurden sie während der Ausbildung „Vizekommissar“ (damals Oberkommissar), dann „Kommissar“ (Hauptkommissar). Im Zug von Laufbahnreformen wurden diese beiden Dienstgrade um eine Besoldungsgruppe herabgestuft und für Polizeibeamte der nachgeordneten Laufbahngruppe reserviert, die einen Laufbahnaufstieg schaffen.

### Gehobene Laufbahn
| Carabinieri                                      | Guardia di Finanza                               | Polizia di Stato                                                             | Polizia Penitenziaria                                                   | Corpo Forestale dello Stato                                    |
| Inspektoren (Ispettori - Marescialli)            | Inspektoren (Ispettori - Marescialli)            | Inspektoren (Ispettori)                                                      | Inspektoren (Ispettori)                                                 | Inspektoren (Ispettori)                                        |
| ------------------------------------------------ | ------------------------------------------------ | ---------------------------------------------------------------------------- | ----------------------------------------------------------------------- | -------------------------------------------------------------- |
| Luogotenente, carica speciale Oberstabsfeldwebel | Luogotenente, carica speciale Oberstabsfeldwebel | Sostituto Commissario Coordinatore Polizeihauptmeister (mit Amtszulage)      | Sostituto Commissario Coordinatore Justizhauptsekretär (mit Amtszulage) | Keine Entsprechung                                             |
| Luogotenente Oberstabsfeldwebel                  | Luogotenente Oberstabsfeldwebel                  | Sostituto Commissario Polizeihauptmeister (mit Amtszulage)                   | Sostituto Commissario Justizhauptsekretär (mit Amtszulage)              | Ispettore Superiore Scelto Forsthauptsekretär (mit Amtszulage) |
| Maresciallo Maggiore Oberstabsfeldwebel          | Maresciallo Aiutante Oberstabsfeldwebel          | Ispettore Superiore / Höherer Inspektor Polizeihauptmeister (mit Amtszulage) | Ispettore Superiore Justizhauptsekretär (mit Amtszuglage)               | Ispettore Superiore Forsthauptsekretär (mit Amtszulage)        |
| Maresciallo Capo Oberstabsfeldwebel              | Maresciallo Capo Oberstabsfeldwebel              | Ispettore Capo / Hauptinspektor Polizeihauptmeister (mit Amtszulage)         | Ispettore Capo Justizhauptsekretär (mit Amtszulage)                     | Ispettore Capo Forsthauptsekretär (mit Amtszulage)             |
| Maresciallo Ordinario Stabsfeldwebel             | Maresciallo Ordinario Stabsfeldwebel             | Ispettore / Inspektor Polizeihauptmeister                                    | Ispettore Justizhauptsekretär                                           | Ispettore Forsthauptsekretär                                   |
| Maresciallo Stabsfeldwebel                       | Maresciallo Stabsfeldwebel                       | Vice Ispettore / Vizeinspektor Polizeihauptmeister                           | Vice Ispettore Justizhauptsekretär                                      | Vice Ispettore Forsthauptsekretär                              |

Bis in die 1990er Jahre bildeten die Unteroffiziere mit und ohne Portepee und ihre zivilen Äquivalente die mittlere Laufbahn, in die man bei den Polizeien nur aus der einfachen Laufbahn heraus aufsteigen konnte. Mit den Laufbahnreformen kam es zur Abkoppelung der höheren Unteroffiziere von den anderen Unteroffizieren und zur Verschärfung der Zugangsbedingungen. Für den nunmehr vorgesehenen Direkteinstieg in diese neue gehobene Laufbahn ist die Hochschulreife erforderlich. Die Ausbildung umfasst ein dreijähriges Hochschulstudium an einer Unteroffizier- oder Polizeischule (Bachelor). Danach übernehmen die Angehörigen dieser Laufbahn Fach- und dann Führungsaufgaben, beispielsweise als Stationskommandanten. Ein Bewährungsaufstieg ist für die Angehörigen der mittleren Laufbahn möglich, sofern sie die schulischen Voraussetzungen erfüllen. Ein Bewährungsaufstieg von der gehobenen in die höhere Laufbahn ist ebenfalls möglich.
Die Ränge der gehobenen Laufbahn Italiens werden dem deutschen Polizeihauptmeister (mit Amtszulage), dem Stabs- und Oberstabsfeldwebel gleichgesetzt, da letztere nach A9(Z) besoldet werden und das Verzahnungsamt mit dem deutschen gehobenen Dienst bilden. Ein Unteroffizier der gehobenen italienischen Laufbahn übernimmt zwar die Aufgaben eines Leutnants oder Polizeikommissars (beide A9), hat jedoch nicht deren Status (Offizier).

### Mittlere Laufbahn
| Carabinieri                                        | Guardia di Finanza                                                | Polizia di Stato                                                                       | Polizia Penitenziaria                                | Corpo Forestale dello Stato                               |
| Vorgesetzte (Sovrintendenti - Brigadieri)          | Vorgesetzte (Sovrintendenti - Brigadieri)                         | Vorgesetzte (Sovrintendenti)                                                           | Vorgesetzte (Sovrintendenti)                         | Vorgesetzte (Sovrintendenti)                              |
| -------------------------------------------------- | ----------------------------------------------------------------- | -------------------------------------------------------------------------------------- | ---------------------------------------------------- | --------------------------------------------------------- |
| Brigadiere Capo qualifica speciale Hauptfeldwebel  | Abzeichen fehlt Brigadiere Capo qualifica speciale Hauptfeldwebel | Sovrintendente Capo Coordinatore Polizeiobermeister                                    | Sovrintendente Capo Coordinatore Justizobersekretär  | Keine Entsprechung                                        |
| Brigadiere Capo Hauptfeldwebel                     | Brigadiere Capo Hauptfeldwebel                                    | Sovrintendente Capo / Hauptpolizeimeister Polizeiobermeister                           | Sovrintendente Capo Justizobersekretär               | Sovrintendente Capo / Hauptforstmeister Forstobersekretär |
| Brigadiere Oberfeldwebel Feldwebel                 | Brigadiere Oberfeldwebel Feldwebel                                | Sovrintendente / Polizeimeister Polizeimeister                                         | Sovrintendente Justizsekretär                        | Sovrintendente / Forstmeister Forstsekretär               |
| Vice Brigadiere Stabsunteroffizier Unteroffizier   | Vice Brigadiere Stabsunteroffizier Unteroffizier                  | Vice Sovrintendente / Vizepolizeimeister Polizeimeister                                | Vice Sovrintendente Justizsekretär                   | Vice Sovrintendente / Vizeforstmeister Forstsekretär      |
| Carabinieri                                        | Carabinieri                                                       | Assistenten und Agenten (assistenti ed agenti)                                         | Assistenten und Agenten (assistenti ed agenti)       | Assistenten und Agenten (assistenti ed agenti)            |
| Appuntato Scelto, qualifica speciale Stabskorporal | Appuntato Scelto, qualifica speciale Stabskorporal                | Assistente Capo Coordinatore / Koordinierender Hauptassistent Polizeihauptwachtmeister | Assistente Capo Coordinatore Justizhauptwachtmeister | Keine Entsprechung                                        |
| Appuntato Scelto Korporal                          | Appuntato Scelto Korporal                                         | Assistente Capo / Hauptassistent Polizeihauptwachtmeister                              | Assistente Capo Justizhauptwachtmeister              | Assistente Capo / Hauptassistent Hauptwachtmeister        |
| Appuntato Oberstabsgefreiter                       | Appuntato Oberstabsgefreiter                                      | Assistente / Assistent Polizeihauptwachtmeister                                        | Assistente Justizhauptwachtmeister                   | Assistente / Assistent Hauptwachtmeister                  |
| Carabiniere Scelto Stabsgefreiter                  | Finanziere Scelto Stabsgefreiter                                  | Agente Scelto / Oberpolizist Polizeioberwachtmeister                                   | Agente Scelto Justizoberwachtmeister                 | Agente Scelto / Oberforstgehilfe Oberwachtmeister         |
| Carabiniere Stabsgefreiter                         | Finanziere Stabsgefreiter                                         | Agente / Polizist Polizeioberwachtmeister                                              | Agente Justizoberwachtmeister                        | Agente / Forstgehilfe Oberwachtmeister                    |

Mit der Abkoppelung und Aufwertung der höheren Unteroffiziere wurden die übrigen Unteroffiziere und die Mannschaften und deren zivilen Entsprechungen zur neuen mittleren Laufbahn zusammengefasst. Die einfache Laufbahn verschwand bei den Polizeien durch die Gleichstellung ihrer untersten Ränge mit dem Stabsgefreiten bei Heer, Marine und Luftwaffe. Den einfachen Dienst bilden bei den Streitkräften (im engeren Sinn) die niedrigsten Mannschaftsdienstgrade (bis Hauptgefreiter), welche ausschließlich für Zeitsoldaten vorgesehen sind. Um in die mittlere Laufbahn bei den nationalen Polizeien Italiens einsteigen zu können, muss man vorher in der Regel Zeitsoldat („einfacher Dienst“) bei Heer, Marine oder Luftwaffe gewesen sein.

### Gesamtübersicht
In nachstehender Gesamtübersicht werden die zivilen und militärischen (Polizei-)Dienstgrade Italiens und Deutschlands unter Berücksichtigung der dargestellten Unterschiede im Laufbahnrecht verglichen. Die Dienstgrade der Bundeswehr sind hier miteinbezogen, nicht nur um den terminologischen Vergleich zu erleichtern, sondern auch, weil Vergleiche militärischer Dienstgrade in der NATO durch ein Standardisierungsübereinkommen (STANAG 2116) geregelt sind. Die entsprechenden Abkürzungen OF und OR stehen für Officers (Offiziere) und Other Ranks (andere Dienstgrade). Dieses System lässt in Verbindung mit den deutschen Besoldungsgruppen einen unzweideutigen Vergleich zu. Auf deutscher Seite sind die Besoldungsgruppen auch angegeben, da die höchsten deutschen Polizeidienstgrade nur den Sternen nach mit deutschen und italienischen Generalen verglichen werden können. Der Einheitlichkeit halber finden hier die Amtsbezeichnungen der deutschen Bundespolizei Anwendung, die im Allgemeinen auch denen der Landespolizeien entsprechen.
| Polizia di Stato/Polizia Penitenziaria          | Amtsbezeichnungen der Bundespolizei             | Carabinieri/Guardia di Finanza           | Dienstgrade der Bundeswehr                           |
| ----------------------------------------------- | ----------------------------------------------- | ---------------------------------------- | ---------------------------------------------------- |
| Generale und zivile Entsprechungen              |                                                 |                                          |                                                      |
| Direttore Generale della Pubblica Sicurezza     | Präsident des Bundespolizeipräsidiums (B 9)     | Generale di Corpo d’Armata (i.s.) (OF-8) | (Generalleutnant in bes. Dienststellung) (OF-8/B 9Z) |
| Dirigente Generale (B)                          | Vizepräsident beim Bundespolizeipräsidium (B 6) | Generale di Corpo d’Armata (OF-8)        | Generalleutnant (OF-8/B 9)                           |
| Dirigente Generale                              | Präsident einer Bundespolizeidirektion (B 4)    | Generale di Divisione (OF-7)             | Generalmajor (OF-7/B 7)                              |
| Dirigente Superiore (Questore)                  | Direktor in der Bundespolizei (B 3)             | Generale di Brigata (OF-6)               | Brigadegeneral (OF-6/B 6)                            |
| Stabsoffiziere und zivile Entsprechungen        |                                                 |                                          |                                                      |
| Primo Dirigente (Vice Questore Vicario)         | Leitender Polizeidirektor (A 16)                | Colonnello (OF-5)                        | Oberst (OF-5/B3, A 16)                               |
| Vice Questore, Dirigente                        | Polizeidirektor, Polizeioberrat (A15, A14)      | Tenente Colonnello (OF-4)                | Oberstleutnant (OF-4/A 15, A 14)                     |
| Vice Questore Aggiunto, Dirigente Aggiunto      | Polizeirat (A 13)                               | Maggiore (OF-3)                          | Major (OF-3/A 13)                                    |
| Sonstige Offiziere und zivile Entsprechungen    |                                                 |                                          |                                                      |
| Commissario Capo                                | (Erster-) Polizeihauptkommissar (A 13–A 11)     | Capitano (OF-2)                          | Hauptmann (OF-2/A 12, A 11)                          |
| Commissario (Aufsteiger, sonst Ausbildung)      | Polizeioberkommissar (A 10)                     | Tenente (OF-1)                           | Oberleutnant (OF-1/A 10)                             |
| Vice Commissario (Aufstiegsbeamte)              | Polizeikommissar (A 9)                          | Sottotenente (OF-1)                      | Leutnant (OF-1/A 9)                                  |
| Höhere Unteroffiziere und zivile Entsprechungen |                                                 |                                          |                                                      |
| Sostituto Commissario (Coordinatore)            | Polizeihauptmeister (A 9 mit Amtszulage)        | Luogotenente (OR-9)                      | Oberstabsfeldwebel (OR-9/A 9Z)                       |
| Ispettore Superiore                             | Polizeihauptmeister (A9 mit Amtszulage)         | Maresciallo Maggiore (OR-9)              | Oberstabsfeldwebel (OR-9/A 9Z)                       |
| Ispettore Capo                                  | Polizeihauptmeister (A 9 mit Amtszulage)        | Maresciallo Capo (OR-9)                  | Oberstabsfeldwebel (OR-9/A 9Z)                       |
| Ispettore                                       | Polizeihauptmeister (A9)                        | Maresciallo Ordinario (OR-8)             | Stabsfeldwebel (OR-8/A 9)                            |
| Vice Ispettore                                  | Polizeihauptmeister (A9)                        | Maresciallo (OR-8)                       | Stabsfeldwebel (OR-8/A 9)                            |
| Andere Unteroffiziere und zivile Entsprechungen |                                                 |                                          |                                                      |
| Sovrintendente Capo (Coordinatore)              | Polizeiobermeister (A 8)                        | Brigadiere Capo (OR-7)                   | Hauptfeldwebel (OR-7/A 8Z)                           |
| Sovrintendente                                  | Polizeimeister (A 7)                            | Brigadiere (OR-6)                        | Oberfeldwebel Feldwebel (OR-6/A 7Z, A 7)             |
| Vice Sovrintendente                             | Polizeimeister (A7)                             | Vice Brigadiere (OR-5)                   | Stabsunteroffizier, Unteroffizier (OR-5/A 7-A 5)     |
| Mannschaften und zivile Entsprechungen          |                                                 |                                          |                                                      |
| Assistente Capo (Coordinatore)                  | (Polizeihauptwachtmeister)                      | Appuntato Scelto (OR-4)                  | Stabskorporal, Korporal (OR-4/A 6Z-A 6)              |
| Assistente                                      | (Polizeihauptwachtmeister)                      | Appuntato (OR-4)                         | Oberstabsgefreiter (OR-4/A 5Z)                       |
| Agente Scelto                                   | (Polizeioberwachtmeister)                       | Carabiniere/Finanziere Scelto (OR-4)     | Stabsgefreiter (OR-4/A 5)                            |
| Agente                                          | (Polizeioberwachtmeister)                       | Carabiniere/Finanziere (OR-4)            | Stabsgefreiter (OR-4/A 5)                            |

Die Küstenwache ist offiziell keine nationale Polizei im engeren Sinn, sondern eine Organisation, die unter anderem Polizeiaufgaben übernimmt. Die Dienstgrade entsprechen den Dienstgraden der Marine.

## Forstdienste der Gebiete mit Sonderstatut
Die Gebiete mit Sonderstatut, also die autonomen Provinzen Bozen-Südtirol und Trient sowie die autonomen Regionen Friaul-Julisch Venetien, Sardinien, Sizilien und Aostatal verfügen jeweils über einen eigenen Forstdienst mit polizeilichen Befugnissen. Dieser fällt unter die autonomen Zuständigkeiten der dortigen Provinz- oder Regionalregierung und bleibt in allen genannten Gebieten trotz der Auflösung der staatlichen Forstpolizei Corpo Forestale dello Stato (CFS) weiterhin bestehen. Er wird in der Regel mit CFP (Corpo Forestale Provinciale) bzw. CFR (Corpo Forestale Regionale) oder mit dem Kürzel der Provinz (CFT, T für Trento oder CFBZ bspw. BZ für Bozen) abgekürzt. Die verwendeten Dienstgrade waren mit jenem des ehemaligen staatlichen Forstdienstes nahezu deckungsgleich, Titel und Design der Abzeichen wurden weitestgehend übernommen. Es gab dennoch einige Unterschiede: Unter anderem mehrere gestrichene Ränge (darunter der Agente Forestale Scelto) im Trentino und eine offizielle deutsche bzw. französische Übersetzung der Dienstgrade in Südtirol bzw. im Aostatal. Die Kleiderordnung orientierte sich ebenfalls am CFS. Nach der Eingliederung des CFS in die Carabinieri 2016 werden seit 2021 im Trentino die Dienstgrade an jene der Carabinieri angeglichen. In der nachstehenden Tabelle sind die Dienstgradabzeichen in Schulterform des Landesforstkorps der Provinz Bozen-Südtirol angeführt. Wird das Abzeichen an der Brust getragen, ist es quadratisch und der Adler wird aus Platzgründen weggelassen.
| Forstwache, V. Funktionsebene (agente ed assistente forestale) | Forstwache, V. Funktionsebene (agente ed assistente forestale) | Forstwache, V. Funktionsebene (agente ed assistente forestale) | Forstwache, V. Funktionsebene (agente ed assistente forestale) |
| -------------------------------------------------------------- | -------------------------------------------------------------- | -------------------------------------------------------------- | -------------------------------------------------------------- |
|                                                                |                                                                |                                                                |                                                                |
| Forstwart                                                      | Forstwache                                                     | Forstaufseher                                                  | Forstoberaufseher                                              |
| Agente forestale                                               | Agente forestale scelto                                        | Assistente forestale                                           | Assistente forestale capo                                      |

| Förster/Försterin, VI. Funktionsebene (sovrintendente forestale) | Förster/Försterin, VI. Funktionsebene (sovrintendente forestale) | Förster/Försterin, VI. Funktionsebene (sovrintendente forestale) |
| ---------------------------------------------------------------- | ---------------------------------------------------------------- | ---------------------------------------------------------------- |
|                                                                  |                                                                  |                                                                  |
| Försterstellvertreter                                            | Förster                                                          | Oberförster                                                      |
| Vice sovrintendente forestale                                    | Sovrintendente forestale                                         | Sovrintendente forestale capo                                    |

| Forstinspektor/Forstinspektorin, VII. Funktionsebene (ispettore/ispettrice forestale) | Forstinspektor/Forstinspektorin, VII. Funktionsebene (ispettore/ispettrice forestale) | Forstinspektor/Forstinspektorin, VII. Funktionsebene (ispettore/ispettrice forestale) | Forstinspektor/Forstinspektorin, VII. Funktionsebene (ispettore/ispettrice forestale) |
| ------------------------------------------------------------------------------------- | ------------------------------------------------------------------------------------- | ------------------------------------------------------------------------------------- | ------------------------------------------------------------------------------------- |
|                                                                                       |                                                                                       |                                                                                       |                                                                                       |
| Forstinspektorstellvertreter                                                          | Forstinspektor                                                                        | Oberforstinspektor                                                                    | Hauptforstinspektor                                                                   |
| Vice ispettore forestale                                                              | Ispettore forestale                                                                   | Ispettore forestale capo                                                              | Ispettore forestale superiore                                                         |

|                        |
| Stationskommandant     |
| Comandante di Stazione |

| Forstrat/Forsträtin, IX. Funktionsebene (ufficiale forestale) | Forstrat/Forsträtin, IX. Funktionsebene (ufficiale forestale) | Forstrat/Forsträtin, IX. Funktionsebene (ufficiale forestale) | Forstrat/Forsträtin, IX. Funktionsebene (ufficiale forestale) |
| ------------------------------------------------------------- | ------------------------------------------------------------- | ------------------------------------------------------------- | ------------------------------------------------------------- |
| Kein Dienstgradabzeichen                                      |                                                               |                                                               |                                                               |
| Forstratstellvertreter                                        | Forstrat                                                      | Oberforstrat                                                  | Forstdirektor                                                 |
| Vice commissario forestale                                    | Commissario forestale                                         | Commissario capo forestale                                    | Questore forestale                                            |

## Gemeindepolizeien

### Allgemeines
Stadt- und Gemeindepolizisten sind Angestellte der Kommunalverwaltung.
Da die Regionen Italiens die rechtlichen Rahmenbedingungen für die Gemeinde- und Stadtpolizeien vorgeben, sind die Dienstgrade in der Regel regional einheitlich. Oft richten sie sich in Amtsbezeichnung und Abzeichen nach nationalen Polizeiorganisationen, haben jedoch weniger Ränge. In kleineren Gemeinden sind darüber hinaus die höchsten hier angegebenen Dienstgrade nicht in Gebrauch. Exemplarisch sind nachstehend die Dienstgrade der Toskana und der Lombardei dargestellt.
| Schulterklappe |                               |           |             |           |                |                 |            |               |        |
| Dienstgrad     | Dirigente (Provinzhauptstadt) | Dirigente | Commissario | Ispettore | Sovrintendente | Assistente Capo | Assistente | Agente Scelto | Agente |

| Schulterklappe |                    |                     |           |                  |             |                      |                          |                   |        |
| Dienstgrad     | Dirigente Generale | Dirigente Superiore | Dirigente | Commissario Capo | Commissario | Commissario Aggiunto | Specialista di Vigilanza | Agente Istruttore | Agente |

### Stadt- und Ortspolizeien in Südtirol
In der Region Trentino-Südtirol sind die Grundsatzangelegenheiten der Stadt- und Ortspolizeien Zuständigkeit der beiden autonomen Provinzen Trient und Bozen-Südtirol. Wie in Italien üblich sind Stadt- und Ortspolizisten Angestellte der Kommunalverwaltung. Da in Südtirol nicht alle Kommunen eine eigene Polizei unterhalten, kommt es vor, dass einzelne Polizeikommandos Dienste in anderen Gemeinden verrichten, welche meist im Stundensatz verrechnet werden. Die Ränge werden, wie für das Land Südtirol üblich, den Funktionsebenen entsprechend vergütet. Die Laufbahnen decken sich hier nahezu mit jenen der Staatspolizei, auch das Design der Abzeichen ähnelt der alten Gestaltung der Staatspolizei. Äquivalente für Generalsränge existieren in Südtiroler Ortspolizeien nicht, der höchste vergebene Rang ist, soweit ein entsprechender Bedarf besteht, Oberst/Colonnello. Im Gegensatz zur Staatspolizei werden bei den Südtiroler Ortspolizeien für die höheren Ränge Militärbezeichnungen verwendet. Das Dienstgradabzeichen des Kommandanten und gleichzeitig Verfahrensverantwortlichen des Kommandos ist, unabhängig vom Rang, rot umrandet.
| Offiziere, VIII. Funktionsebene | Offiziere, VIII. Funktionsebene | Offiziere, VIII. Funktionsebene |
| ------------------------------- | ------------------------------- | ------------------------------- |
|                                 |                                 |                                 |
| Major                           | Oberstleutnant                  | Oberst                          |
| Maggiore                        | Tenente Colonnello              | Colonnello                      |

| Offiziere, VII. Funktionsebene | Offiziere, VII. Funktionsebene | Offiziere, VII. Funktionsebene |
| ------------------------------ | ------------------------------ | ------------------------------ |
|                                |                                |                                |
| Leutnant                       | Oberleutnant                   | Hauptmann                      |
| Sottotenente                   | Tenente                        | Capitano                       |

| Polizeiinspektoren, VI. Funktionsebene | Polizeiinspektoren, VI. Funktionsebene | Polizeiinspektoren, VI. Funktionsebene | Polizeiinspektoren, VI. Funktionsebene | Polizeiinspektoren, VI. Funktionsebene   |
| -------------------------------------- | -------------------------------------- | -------------------------------------- | -------------------------------------- | ---------------------------------------- |
|                                        |                                        |                                        |                                        |                                          |
| Vizeinspektor                          | Inspektor                              | Hauptinspektor                         | Oberinspektor                          | Oberinspektor Stellvertretender Leutnant |
| Vice Ispettore                         | Ispettore                              | Ispettore Capo                         | Ispettore Superiore                    | Ispettore Superiore Luogotentene         |

| Polizeimeister, V. Funktionsebene | Polizeimeister, V. Funktionsebene | Polizeimeister, V. Funktionsebene |
| --------------------------------- | --------------------------------- | --------------------------------- |
|                                   |                                   |                                   |
| Vizepolizeimeister                | Polizeimeister                    | Hauptpolizeimeister               |
| Vice Sovrintendente               | Sovrintendente                    | Sovrintendente Capo               |

| Polizeibeamter und Assistenten, V. Funktionsebene | Polizeibeamter und Assistenten, V. Funktionsebene | Polizeibeamter und Assistenten, V. Funktionsebene | Polizeibeamter und Assistenten, V. Funktionsebene |
| ------------------------------------------------- | ------------------------------------------------- | ------------------------------------------------- | ------------------------------------------------- |
|                                                   |                                                   |                                                   |                                                   |
| Polizeibeamter                                    | Hauptpolizeibeamter                               | Polizeiassistent                                  | Hauptpolizeiassistent                             |
| Agente                                            | Agente Scelto                                     | Assistente                                        | Assistente Capo                                   |